# Barlerieae

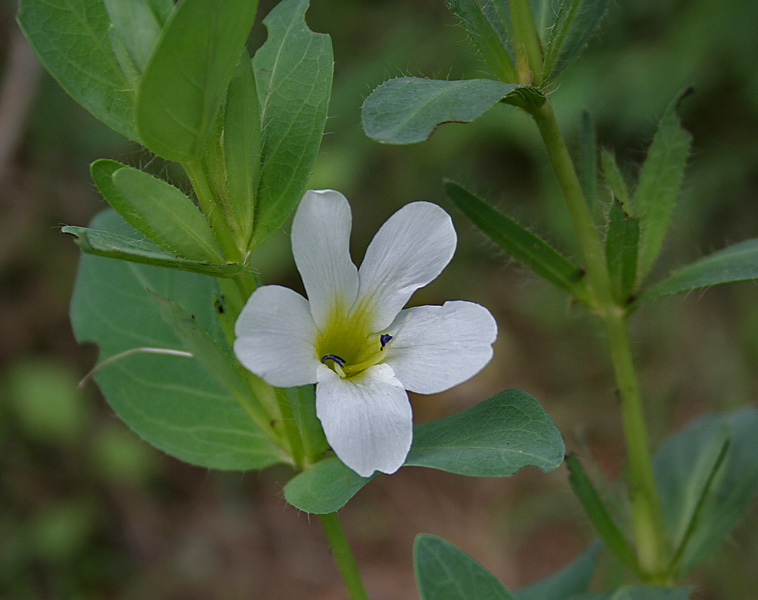
Barleria sp.

Barlerieae es una tribu de la familia Acanthaceae, subfamilia Acanthoideae que tiene los siguientes géneros:

## Géneros
- Acanthostelma
- Acanthura
- Barleria
- Barleriola
- Borneacanthus
- Boutonia
- Chroesthes
- Crabbea
- Golaea
- Hulemacanthus
- Lasiocladus
- Lepidagathis
- Lophostachys